# 스콧 개릿
어니스트 스콧 개릿(영어: Ernest Scott Garrett, 1959년 7월 9일 ~ )은 미국 공화당 소속의 정치인으로, 전 뉴저지주 제5선거구 하원의원이다. 2003년부터 의원직을 맡았으나, 6선 때 민주당의 로이 조 후보에게 추격받고, 7선 때 빌 클린턴 전 대통령 보좌관 출신의 조시 곳하이머에게 패배하여 2017년으로 임기를 끝냈다.

## 역대 선거 결과
| 선거명      | 직책명                       | 대수  | 정당   | 득표율   | 득표수    | 결과 | 당락                   |
| ----------- | ---------------------------- | ----- | ------ | -------- | --------- | ---- | ---------------------- |
| 1989년 선거 | 하원의원 (뉴저지 제24선거구) | 204대 | 공화당 | 단독후보 | 무투표    | 1위  | 뉴저지 주의원 당선     |
| 1991년 선거 | 하원의원 (뉴저지 제24선거구) | 205대 | 공화당 | 39.61%   | 31,174표  | 1위  | 뉴저지 주의원 당선     |
| 1993년 선거 | 하원의원 (뉴저지 제24선거구) | 206대 | 공화당 | 43.43%   | 46,673표  | 1위  | 뉴저지 주의원 당선     |
| 1995년 선거 | 하원의원 (뉴저지 제24선거구) | 207대 | 공화당 | 36.61%   | 21,721표  | 1위  | 뉴저지 주의원 당선     |
| 1997년 선거 | 하원의원 (뉴저지 제24선거구) | 208대 | 공화당 | 39.73%   | 43,066표  | 1위  | 뉴저지 주의원 당선     |
| 1999년 선거 | 하원의원 (뉴저지 제24선거구) | 209대 | 공화당 | 42.31%   | 22,444표  | 1위  | 뉴저지 주의원 당선     |
| 2001년 선거 | 하원의원 (뉴저지 제24선거구) | 210대 | 공화당 | 36.25%   | 38,242표  | 1위  | 뉴저지 주의원 당선     |
| 2002년 선거 | 하원의원 (뉴저지 제5선거구)  | 108대 | 공화당 | 59.49%   | 118,881표 | 1위  | 뉴저지주 하원의원 당선 |
| 2004년 선거 | 하원의원 (뉴저지 제5선거구)  | 109대 | 공화당 | 57.57%   | 171,220표 | 1위  | 뉴저지주 하원의원 당선 |
| 2006년 선거 | 하원의원 (뉴저지 제5선거구)  | 110대 | 공화당 | 54.91%   | 112,142표 | 1위  | 뉴저지주 하원의원 당선 |
| 2008년 선거 | 하원의원 (뉴저지 제5선거구)  | 111대 | 공화당 | 55.87%   | 172,653표 | 1위  | 뉴저지주 하원의원 당선 |
| 2010년 선거 | 하원의원 (뉴저지 제5선거구)  | 112대 | 공화당 | 64.94%   | 124,030표 | 1위  | 뉴저지주 하원의원 당선 |
| 2012년 선거 | 하원의원 (뉴저지 제5선거구)  | 113대 | 공화당 | 55.03%   | 167,501표 | 1위  | 뉴저지주 하원의원 당선 |
| 2014년 선거 | 하원의원 (뉴저지 제5선거구)  | 114대 | 공화당 | 55.41%   | 104,678표 | 1위  | 뉴저지주 하원의원 당선 |
| 2016년 선거 | 하원의원 (뉴저지 제5선거구)  | 115대 | 공화당 | 46.70%   | 157,690표 | 2위  | 낙선                   |

## 참고 자료
- 스콧 개릿 - X
- 스콧 개릿 - 페이스북